# Loil
Loil est un village situé dans la commune néerlandaise de Montferland, dans la province de Gueldre. Le village compte environ 1 500 habitants.